# Praomys daltoni
Praomys daltoni  (Thomas, 1892) è un roditore della famiglia dei Muridi diffuso nell'Africa occidentale e centrale.

## Descrizione

### Dimensioni
Roditore di piccole dimensioni, con la lunghezza della testa e del corpo tra 98 e 133 mm, la lunghezza della coda tra 107 e 142 mm, la lunghezza del piede tra 20 e 25 mm, la lunghezza delle orecchie tra 16 e 20 mm e un peso fino a 66 g.

### Aspetto
La pelliccia è lunga e ruvida. Le parti superiori sono fulve, più scure lungo la schiena e più chiare sui fianchi. Le parti ventrali sono bianche. Le orecchie sono grandi e rotonde, finemente ricoperte di piccoli peli brunastri. Il dorso delle zampe è bianco. La coda è lunga quanto la testa ed il corpo, grigiastra sopra e più chiara sotto, ricoperta finemente di piccoli peli, marroni nella parte superiore, bianchi in quella inferiore. Le femmine hanno 3 paia di mammelle pettorali e 2 paia inguinali. Il cariotipo è 2n=36 FN=34.

## Biologia

### Comportamento
È una specie notturna e parzialmente arboricola. Vive in cunicoli.

### Alimentazione
Si nutre di granaglie.

### Riproduzione
Si riproduce durante tutto l'anno, con picchi tra febbraio e aprile e tra ottobre e novembre. Le femmine danno alla luce 3-10 piccoli alla volta. Raggiunge la maturità sessuale a 4,5-5,5 mesi.

## Distribuzione e habitat
Questa specie è diffusa nel Senegal, Gambia, Guinea-Bissau, Guinea, Sierra Leone, Costa d'Avorio e Ghana settentrionali; Togo, Benin, Burkina Faso, Mali e Niger meridionali; Nigeria, Camerun e Repubblica Centrafricana settentrionali; Camerun settentrionale, Sudan sud-occidentale.
Vive nell'erba alta delle savane alberate, spesso su colline rocciose con terreni ferrosi. È commensale dell'uomo e si trova frequentemente all'interno delle case.

## Conservazione
La IUCN Red List, considerato il vasto areale e la mancanza di reali minacce, classifica P.daltoni come specie a rischio minimo (Least Concern).